# Wilhelm Heye
August Wilhelm Heye (Fulda, 31. listopada 1869. -  Braunlage, 11. ožujka 1947.) je bio njemački general i vojni zapovjednik. Tijekom Prvog svjetskog rata bio je načelnik stožera Grupe armije Woyrsch i Grupe armija nadvojvode Albrechta na Istočnom i Zapadnom bojištu. Nakon rata obnašao je dužnost načelnika Glavnog stožera Reichswehra.

## Vojna karijera
Wilhelm Heye rođen je 31. listopada 1869. u Fuldi. Sin je pruskog natporučnika Wilhelma Heyea i Charlotte Heye rođene Finckh. Od 1885. pohađa Kadetsku kolu u Berlinu, nakon čega od ožujka 1888. služi u 70. pješačkoj pukovniji u Saarbrückenu. U ožujku 1895. promaknut je u čin poručnika, dok od listopada 1896. pohađa Prusku vojnu akademiju. Od srpnja 1899. služi u 4. mornaričkom topničkom odjelu, a od listopada te iste godine u Floti otvorenog mora. Od studenog pohađa i rusku jezičnu školu. U ožujku 1900. premješten je na službu u Glavni stožer tijekom koje je u ožujku 1901. promaknut u čin satnika. 
U siječnju 1904. imenovan je zapovjednikom satnije u 58. pješačkoj pukovniji, nakon čega je u prosincu 1905. premješten na službu u stožer 5. pješačke divizije. Ubrzo je međutim, u siječnju 1906. upućen u Njemačku Jugozapadnu Afriku gdje služi u stožeru njemačke vojske tijekom pobune Herera. U rujnu 1907. promaknut je u čin bojnika, da bi u ožujku iduće 1908. godine bio raspoređen na službu u stožer 33. pješačke divizije smještene u Metzu. Od travnja 1910. ponovno služi u Glavnom stožeru u kojem služi iduće tri godine, do travnja 1913., kada je imenovan zapovjednikom bojne u 74. pješačkoj pukovniji u Hannovoru. U prosincu te iste godine promaknut je u čin potpukovnika.

## Prvi svjetski rat
Na početku Prvog svjetskog rata Heye je imenovan načelnikom stožera Landverskog korpusa kojim je na Istočnom bojištu zapovijedao Remus von Woyrsch. U svojstvu načelnika stožera Landverskog korpusa Haye sudjeluje u Galicijskoj bitci. Kada je početkom studenog 1914. na osnovi jedinica Landverskog korpusa formiran Armijski odjel Woyrsch Heye postaje njegovim načelnikom stožera. U kolovozu 1916. promaknut je u čin pukovnika, te je 20. kolovoza 1916. odlikovan ordenom Pour le Mérite. Krajem tog mjeseca postaje načelnikom stožera Grupe armija Woyrsch.
U rujnu 1917. Heye je premješten na Zapadno bojište gdje postaje načelnikom stožera Grupe armija vojvode Albrechta. Nakon što je pred kraj rata, 26. listopada 1918. smijenjen zamjenik načelnika Glavnog stožera Erich Ludendorff Heye je privremeno preuzeo njegove dužnosti dok Ludendorffov nasljednik Wilhelm Groener nije stupio na dužnost.

## Poslije rata
Nakon završetka rata Heye je ostao u vojsci gdje u travnju 1919. postaje načelnikom stožera Armije zaštite njemačke sjeverne granice. Navedena armija bila je smještena u Istočnoj Pruskoj, te je koordinirala djelovanja protiv Crvene armije na Baltiku. U listopadu 1919. Heye je premješten u ministarstvo obrane gdje postaje načelnikom u Truppenamtu koji je formiran umjesto Glavnog stožera s obzirom na to da prema odredbama Versailleskog mirovnog ugovora njemačka vojska nije smjela imati Glavni stožer. U ožujku 1920. postaje zapovjednikom Truppenamta zamijenivši na tom mjestu Hansa von Seeckta, te je tog istog mjeseca promaknut u čin general bojnika. U travnju 1922. unaprijeđen je u čin general poručnika, te postaje načelnikom Vojnog kadrovskog ureda koji je osnovan radi vođenja poslova oko novačenja u njemačku vojsku.
U studenom 1923. Heye je imenovan zapovjednikom 1. pješačke divizije Reichswehra, te istodobno obnaša i dužnost zapovjednika I. vojnog područja u Königsbergu. Navedene dužnosti obnaša do listopada 1926. kada postaje načelnikom Glavnog stožera Reichswehra naslijedivši ponovno na tom mjestu Hansa von Seeckta. Istodobno je promaknut i u čin generala pješaštva. Heye međutim, na mjestu načelnika Glavnog stožera nije imao utjecaj kao Seeckt jer je veći utjecaj na vojsku i vojnu politiku imao ministar obrane. U siječnju 1930. promaknut je u čin general pukovnika, dok je u listopadu umirovljen.
Wilhelm Heye preminuo je 11. ožujka 1947. u 79. godini života u Braunlageu. Od 1894. bio je oženjen s Elsom Karcher s kojom je imao tri sina i dvije kćeri.

## Vanjske poveznice
(eng.) Wilhelm Heye na stranici Prussianmachine.com

(njem.) Wilhelm Heye na stranici Lexikon der Wehrmacht.de

(njem.) Wilhelm Heye na stranici Deutsche-biographie.de